# Livio Agresti
Livio Agresti, kallad Il Ricciutello, född 1508 i Forlì, död 1580 i Rom, var en italiensk renässansmålare. Han utförde en lång rad målningar för olika kyrkor, bland annat Santa Maria dei Servi i Forlì och Santo Spirito in Sassia, Oratorio del Gonfalone och Santa Maria della Consolazione i Rom.

## Bilder
| - Jesus botar en lam. Santo Spirito in Sassia. - Scener ur Gamla Testamentet. Santo Spirito in Sassia. |